# صرخة في الليل (فلم)
صرخة في الليل هو فيلم مصري تم إنتاجه عام 1940، من إخراج إبراهيم لاما، وبطولة بدر لاما ورجاء عبده.

## فريق العمل
إخراج: إبراهيم لاما
تأليف: السيد زيادة
إنتاج: كوندور فيلم
بطولة:
- فريد الأطرش
- بدر لاما
- رجاء عبده
- سميحة سميح
- بشارة واكيم
- منسي فهمي
- فاخر فاخر

## روابط خارجية
- مقالات تستعمل روابط فنية بلا صلة مع ويكي بيانات